# Bundesstraße 510
Pour les articles homonymes, voir Route 510.
La Bundesstraße 510 est une Bundesstraße du Land de Rhénanie-du-Nord-Westphalie.

## Géographie
La B 510 s'étend de la commune de Kerken à la ville de Rheinberg. Elle traverse les arrondissements de Clèves et de Wesel.
La Bundesstraße 510 est divisée en plusieurs rues. Le tronçon de la commune de Kerken au village de Kengen (soit 1,5 km) s'appelle Rheurdter Straße. Puis elle s'appelle Kengen sur une courte distance, du nom du village du même nom. La B 510 continue à nouveau avec le nom de Rheurdter Straße jusqu'au croisement de Kamper dans la ville de Kamp-Lintfort, où elle croise également le jardin en terrasses de l'abbaye de Kamp. De là, elle s'appelle Rheinberger Straße jusqu'à la ville de Rheinberg. Elle se termine à la jonction "Rheinberg" de l'A 57. Jusqu'en février 2014, elle se poursuivait de là en direction nord-est jusqu'au parc industriel de Rheinberg-Winterswick. Cette section est rebaptisée L 155.

## Histoire
La Bundesstraße 510 est mise en place au début des années 1970.

## Source
- (de) Cet article est partiellement ou en totalité issu de l’article de Wikipédia en allemand intitulé « Bundesstraße 510 » (voir la liste des auteurs).

1. ↑  (de) Horst-Johannes Tümmers, Der Rhein : ein europäischer Fluß und seine Geschichte, Beck, 1999, 479 p. (ISBN 9783406448232, lire en ligne), p. 308